# Perisphaerus cotesianus
Perisphaerus cotesianus är en kackerlacksart som först beskrevs av Henri Saussure och Leo Zehntner 1895.  Perisphaerus cotesianus ingår i släktet Perisphaerus och familjen jättekackerlackor. Inga underarter finns listade i Catalogue of Life.